# NGC 6583
NGC 6583 est un vieil amas ouvert âgé d'environ un milliard d'années. L'amas est situé dans la constellation du Sagittaire. Il a été découvert par l'astronome germano-britannique William Herschel en 1786.
Selon la classification des amas ouverts de Robert Trumpler, cet amas renferme entre 50 et 100 étoiles (lettre m) dont la concentration est moyennement moyenne (II) et dont les magnitudes se répartissent sur un petit intervalle (le chiffre 1). Selon le site Lynga consacré aux amas ouverts, NGC 6583 renferme 35 étoiles et il est plutôt de classe I2m.

## Observation
Avec une magnitude visuelle de 10, on peut observer l'amas avec des jumelles dont l'ouverture est d'au moins 70 mm ou avec un petit télescope.

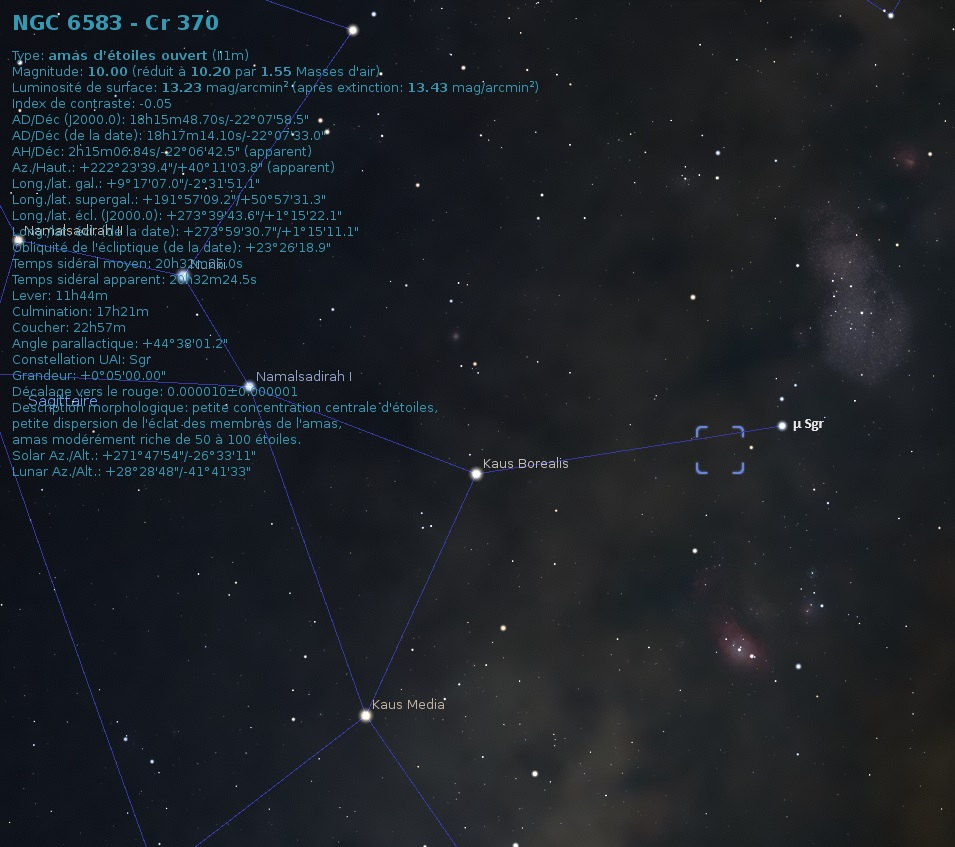
Emplacement de NGC 6583 dans la constellation du Sagittaire.

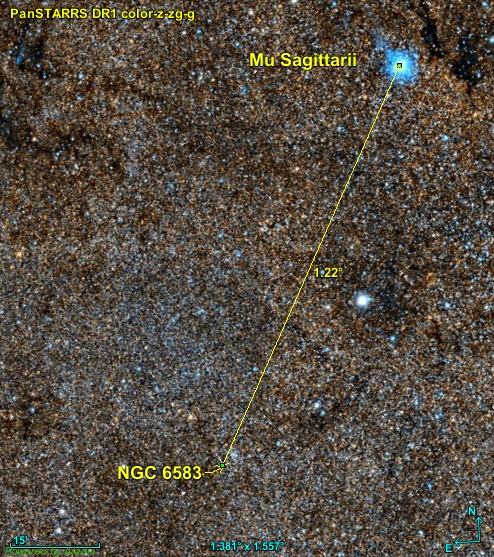
Position de NGC 6583 par rapport à Mu Sagittarii.

NGC 6583 est situé à environ 1,2 degrés au sud-est de l'étoile Mu Sagittarii.

## Caractéristiques

### Distance, taille et vitesse
Selon de récentes mesures réalisées par le satellite Gaia de la distance de NGC 6583, l'amas est à 2 162 ± 132 pc (∼7 050 al) du système solaire et sa vitesse est de −1,297 ± 1,666 km/s.
La base de données Simbad indique cependant cinq autres valeurs de la distance, dont trois proviennent de publication de l'année 2021 et deux autres de 2013 et 2014: 2,408 ± 0,286 pc, 2 050 pc, 2 053,0 pc, 1,70 kpc et 2,8 kpc. La valeur moyenne et l'écart-type des six distances indiquées par Simbad sont 2 196 ± 374 pc (∼7 160 al).
Trois vitesses sont indiquées sur la base de données Simbad : 1,297 ± 1,666 km/s, −1,9 ± 0,9 km/s et −2,27 ± 0,57 km/s.
La taille apparente de l'amas est de 5 minutes d'arc, ce qui, compte tenu de la distance 2162 ± 132 pc  et grâce à un calcul simple, équivaut à une taille réelle d'environ 10,3 ± 0,6 années-lumière.

### Âge
Selon un article publié en 2022, son âge est de 407+82
−69 Ma (108,24 ± 0,08). Deux valeurs venant de deux articles plus anciens (2020) sont aussi indiquées, soit 891+339
−246 Ma (108,95 ± 0,14) et 1,2 Ga (109,08).

## Étoiles
NGC 6583 renferme au moins cinq étoiles traînardes bleues. Selon un article publié en 2022, il existe 204 étoiles dont la probabilité d'appartenir à l'amas est supérieure à 90% et la masse de l'amas est de 420 ± 17 {\displaystyle M_{\odot }}.
Simbad montre un bouton nommé Children. En cliquant sur ce bouton, on atteint une section de cette base de données qui renferme un tableau contenant 258 entrées pour NGC 6583. Cependant, des étoiles (les Children) peuvent apparaître plusieurs fois dans la deuxième colonne du tableau, d'où le nombre de liens bibliographiques qui est supérieure au nombre d'étoiles. La quatrième colonne de ce tableau indique la probabilité que l'étoile appartienne à l'amas. En cliquant sur le titre de cette colonne, on peut classer la probabilité par ordre croissant ou décroissant. En cliquant sur la désignation de l'étoile, on atteint la page de Simbad qui résume ses propriétés.